# Remodelación República
La Remodelación República es un conjunto arquitectónico de la comuna de Santiago Centro, de estilo moderno, consistente en dos bloques de departamentos más una plataforma comercial. Se encuentra ubicada en una súpermanzana en avenida República esquina Blanco Encalada, rematando el barrio República, con intenso movimiento debido a la presencia de varias universidades y gran cantidad de edificios residenciales construidos en los últimos años. Fueron concebidos por el Gobierno de Chile siendo el primer conjunto residencial construido bajo el subsidio de renovación urbana en Santiago, dando el puntapié inicial a la renovación del casco histórico de  Santiago de Chile.

## Diseño
El complejo de edificios consiste en la unión de tres exmanzanas tipo damero, obteniendo un terreno en forma de "L" de 12.366 metros cuadrados, sobre el cual se emplazan dos bloques de departamentos de 80 metros de largo por 42 metros de alto con orientación Norte-Sur, con 141 departamentos cada uno, además de una plataforma semi-hundida de 486 metros cuadrados de locales comerciales pequeños, sobre la cual se emplaza una plazoleta de acceso exclusivo de los edificios. Originalmente el edificio tenía 9.215 metros cuadrados de áreas verdes (6.85 metros cuadrados por cada uno de los 1.360 habitantes proyectados), sin embargo, estas se han ido reduciendo para dar paso a estacionamientos no proyectados en el momento de su diseño. Actualmente se cuenta con alrededor de 4.000 metros cuadrados.

### Disposición interna

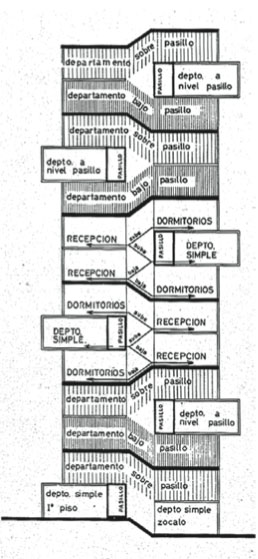
Corte vertical del edificio, donde se aprecian la disposición de los departamentos triplex y simples.

La disposición interna de los departamentos ha sido objeto de varios estudios históricos, puesto que es una de las obras más icónicas del movimiento moderno de la arquitectura, expresado en chile en los años 60 también en otras obras como la Unidad Vecinal Portales, la Unidad Vecinal Providencia, las Torres de Tajamar, la Remodelación San Borja y la Villa Frei.
La disposición interna del bloque la definen los departamentos triplex (De tres pisos de altura) que además poseen doble orientación Oriente-Poniente en sus balcones y ventanas. Así, desde el pasillo de acceso se sube o se baja medio piso para llegar a la "Recepción" (Living-Comedor, Cocina, Dormitorio de servicio, Baño de visitas), y se sube o se baja medio piso más para llegar al área de Dormitorios (3 Dormitorios y un baño completo), que da para el costado contrario que la recepción. Entremedio del departamento que sube y el que baja se ubican los departamentos simples, más pequeños y a nivel de pasillo.
Esta curiosa disposición de los departamentos hace que, por ejemplo, sólo los pisos 1, 3, 6, 8, 11 y 13 posean pasillo, ya que al resto de los pisos se accede desde éstos:

Por otra parte, los espacios de uso común de los edificios, se consideran de servicio, por no constituir el objeto principal de atención, ubicándose en una jerarquía complementaria y secundaria, aun cuando son de una necesidad imprescindible. Por este motivo, el proyecto los redujo al mínimo necesario, en el entendido que el diseño debe optimizar los costos de construcción, con las superficies adecuadas, las áreas que constituyen el propósito del proyecto, y reduce aquellas estricta- mente funcionales, secundarias y complementarias a las anteriores.
Orlando Sepúlveda Mellado, Revista INVI No 59, 22 de mayo de 2007

## Historia
El objetivo del Plan de renovación del Casco Antiguo de la ciudad de Santiago era solucionar la creciente demanda de viviendas producida por el fuerte y rápido proceso de poblamiento de Santiago, por factores de alta tasa de natalidad y baja mortalidad infantil (Chile creció de 6.000.000 ha a 9.000.000 ha entre 1956 y 1966) además del proceso de migración del campo a la ciudad característico de mediados del siglo XX en Chile. Para iniciar la ejecución de este plan, se llamó a un concurso público por parte de la Corporación de la Vivienda para un conjunto habitacional en el Barrio República, antiguo sector aristocrático de Santiago que sufrió de la migración en los años 1920s y 1930s de sus habitantes al sector oriente, dando paso a cités hechos en las antiguas mansiones, dando una baja calidad de vida a sus habitantes. Se pretendía aumentar de 150 a 1000 habitantes en un sector de dos manzanas y media, consolidándolo en forma de una súper manzana, además ganando espacio público y calidad en la construcción de vivienda. Como respuesta a este concurso, nacen varias propuestas a cargo de tres oficinas de arquitectos, resultando ganadora la de los arquitectos Vicente Bruna Camus, Víctor Calvo Barros, Jaime Perelman Ide y Orlando Sepúlveda Mellado.
El anteproyecto tenía un espíritu bastante distinto a su estado actual. Ofrecía mucho diálogo y permeabilidad con el barrio república y dándole la espalda al Club Hípico de Santiago y a la Av. Blanco Encalada, que ahora es una arteria muy importante en el Gran Santiago. Por esta razón, los locales comerciales proyectados daban hacia Av. República y Claudio Gay, buscando cercanía. Además, contemplaba dejar sus plantas bajas sostenidas sobre pilotes para permitir un tránsito libre bajo los edificios.
Una vez terminados, los edificios cambiaron radicalmente la vida del sector, caracterizado por casas de no más de 3 pisos, y revolucionando la edificación en altura que, en ese momento, se caracterizaba por fachadas continuas de no más de 7 pisos de altura. Fue tal la revolución que causó la obra que fue premiada como Mejor obra del año 1969, mención Vivienda por el Colegio de Arquitectos de Chile.
En la actualidad, los edificios se encuentran en un estado de conservación interior aceptable. Sin embargo, su exterior se encuentra en regulares condiciones estéticas, debido al terremoto de Chile de 2010 y la reconversión de áreas verdes a estacionamientos. Además, su integración con el barrio no va más allá de los locales comerciales, ya que la administración de ambos bloques optó por enrejar el paño de terreno de ambos edificios.